# PALOP
PALOP je akronim za afričke zemlje u kojima je portugalski službeni jezik (portugalski: Países Africanos de Língua Oficial Portuguesa).
U ovu skupinu od šest afričkih zemalja spadaju:
- Angola
- Ekvatorska Gvineja
- Gvineja Bisau
- Mozambik
- Sveti Toma i Princip
- Zelenortska Republika

Ova skupina zemalja je ogranak CPLP-a. Sve ove afričke zemlje, osim Ekvatorske Gvineje, bile su kolonije u Portugalskom carstvu. Jedino je Ekvatorska Gvineja bila španjolska kolonija, ali je radi članstva u CPLP-u proglasila i portugalski službenim jezikom (uz španjolski i francuski).
Zemlje PALOP-a su u mnogočemu vezane s Portugalom, te dobivaju pomoć u područjima kulture, obrazovanja i očuvanja i razvoja portugalskog jezika.

## Unutarnje poveznice
- Zajednica država portugalskog govornog područja
- Portugalski jezik